# 天堂大厦
天堂大厦（法語：Tour Paradis，發音：[tuʁ paʁadi]），俗称“列日金融大厦”（ [tuʁ de finɑ̃s də ljɛʒ]），是比利时列日吉耶曼街区的一座摩天大楼，建于2012-2014年，共28层，高118米，若包括楼顶天线则高136米，是瓦隆尼亚第一高楼。